# Comuna Murgești, Buzău
Murgești (în trecut, Valea Raței) este o comună în județul Buzău, Muntenia, România, formată din satele Batogu, Murgești (reședința) și Valea Ratei.

## Așezare
Ea se află în nordul județului, în zona Subcarpaților de Curbură, pe cursul superior al Câlnăului. Ea este traversată de șoseaua județeană DJ203A, care o leagă spre est de Râmnicu Sărat, iar spre vest de Mărgăritești în susul râului Câlnău și, peste niște dealuri, de Beceni, în valea Slănicului. La Murgești, din acest drum se ramifică șoseaua județeană DJ220, care leagă comuna în josul Câlnăului de Zărnești și Poșta Câlnău.

## Demografie
Componența etnică a comunei Murgești
     Români (92,3%)
     Alte etnii (0,41%)
     Necunoscută (7,29%)
Componența confesională a comunei Murgești
     Ortodocși (92,43%)
     Alte religii (7,57%)
Conform recensământului efectuat în 2021, populația comunei Murgești se ridică la 727 de locuitori, în scădere față de recensământul anterior din 2011, când fuseseră înregistrați 966 de locuitori. Majoritatea locuitorilor sunt români (92,3%), iar pentru 7,29% nu se cunoaște apartenența etnică. Din punct de vedere confesional, majoritatea locuitorilor sunt ortodocși (92,43%).

## Politică și administrație
Comuna Murgești este administrată de un primar și un consiliu local compus din 9 consilieri. Primarul, Ionel-Edgar Negraru[*], de la Partidul Social Democrat, este în funcție din 2008. Începând cu alegerile locale din 2024, consiliul local are următoarea componență pe partide politice:
|  | Partid                    | Consilieri | Componența Consiliului | Componența Consiliului | Componența Consiliului | Componența Consiliului | Componența Consiliului | Componența Consiliului | Componența Consiliului |
|  | ------------------------- | ---------- | ---------------------- | ---------------------- | ---------------------- | ---------------------- | ---------------------- | ---------------------- | ---------------------- |
|  | Partidul Social Democrat  | 7          |                        |                        |                        |                        |                        |                        |                        |
|  | Partidul Național Liberal | 2          |                        |                        |                        |                        |                        |                        |                        |

## Istorie
La sfârșitul secolului al XIX-lea, comuna purta numele de Valea-Raței, făcea parte din plasa Râmnicul de Sus a județului Râmnicu Sărat, și era formată din cătunele Chiperu, Batogu, Murgești și Valea Raței, având în total 765 de locuitori. În comună funcționau o moară cu aburi, 2 biserici și o școală mixtă. În 1925, comuna făcea parte din plasa Orașul a aceluiași județ, avea în componență satele Chiperu, Batogu, Valea Raței, Murgești (devenit deja reședința comunei), Mocani și Motohani (ultimele două preluate între timp de la comuna Racovițeni), în total cu 1537 de locuitori. Din 1931, ea a luat și numele de Murgești, satul Chiperu fiind transferat comunei Pardoși.
În 1950, comuna a fost arondată raionului Râmnicu Sărat din regiunea Buzău și apoi (după 1952) din regiunea Ploiești. În 1968, la reorganizarea administrativă, s-a revenit la organizarea pe județe, dar județul Râmnicu Sărat nu a mai fost reînființat, comuna fiind transferată la județul Buzău. Tot atunci, satele Mocani și Motohani au fost desființate și incluse în satul Murgești.

## Monumente istorice
Singurul obiectiv din comuna Murgești inclus pe lista monumentelor istorice din județul Buzău ca monument istoric de interes local este așezarea de tip tell de la est de satul Murgești (pe malul drept al Câlnăului), aparținând culturii Gumelnița din eneolitic (mileniul al IV-lea î.e.n.).